# Aurelio asztúriai király
Aurelio (?, 740 –‎ San Martín del Rey Aurelio, 774) Asztúria Kantábriai-házból származó királya, 768-tól 774-ig uralkodott. 

## Élete
A nagyapja, Péter, Kantábria hercege, akiről a dinasztia az elnevezését kapta. Aurelio apja, Fruela , avagy Fruela Perez herceg (? – 765), I. (Katolikus) Alfonz (693–757) asztúriai király testvére, szintén Kantábria hercege volt. Amikor 768-ban I. Alfonz fiát és utódját,  I. (Kegyetlen) Fruelát  meggyilkolták, a király olyan ellenszenves volt a nemesség körében, hogy nem I. Fruela fiát, a későbbi II. (Tiszta, Szemérmes) Alfonzt (759–842), hanem Aureliót választották királlyá. Aurelio uralkodása alatt az ország békéjét a belső viszályok és a mórok által támogatott rabszolgafelkelések megtörték. Aurelio az elődjével, I. Fruelával ellentétben,  békésen hunyt el. Leszármazójáról nincs tudomásunk. (Van olyan forrásmunka, amely szerint 774-ben az utódja, Silo (? – 783) elűzte volna a trónról, és ezután halt meg.)